# Лисенко Володимир Григорович
 Ли́сенко Володи́мир Григо́рович  (* 18 червня 1949 — †11 червня 2010) — радянський і український журналіст і краєзнавець. Був головою Вінницької обласної організації НСЖУ у 1996–2010 рр.

## Біографія
Випускник Київського державного університету ім. Т. Г. Шевченка (1963). Працював в часописах Києва, Молдови, регіональних ЗМІ — «Колос» (Погребище), «Комсомольське плем'я», був головним редактором вінницької газети «Південний Буг». Працював на обласному радіо, у Вінницькому облвиконкомі, Художньому фонді України, Вінницькому театрі ляльок.

Член Національної спілки журналістів України від 1988 р. З того часу — секретар обласного осередку організації, а з 1996 р. — його незмінний голова.

Автор і упорядник кількох художньо-документальних книг. Лауреат Всеукраїнського конкурсу «Золоте перо» (2008). Нагороджений почесною грамотою Кабінету Міністрів України (2009).

|   | За час головування в обласній організації НСЖУ В. Лисенка її ряди зросли майже вдвічі, запрацювали цікаві творчі конкурси, «круглі столи» із соціально-економічних проблем, з’явилася ще одна журналістська премія – імені Олександра Гетьмана, понад 50 журналістів одержали звання «Заслуженого журналіста України». |
| — | |

Помер 11 червня 2010 р. у Вінниці.

## Творчий доробок
- Шевченко на Поділлі / Автори-упорядники В. Рабенчук, В. Лисенко. — Вінниця, 1992. — 72 с.
- Нові горизонти Анатолія Пачевського / Автори-упорядники Ю.Чорний, В. Лисенко. — Вінниця: Південний Буг, 1999. — 76 с.
- Герой України Анатолій Пачевський. — Вінниця: Південний Буг, 2004. — 400 с.
- Вінниця журналістська: довідник / ВОО НСЖУ; автор-упоряд. Володимир Лисенко. — Вінниця: ФОП Горбачук І. П., 2010. — 320 с.